# Симоне Пепе
Симоне Пепе (итал. Simone Pepe; Албано Лацијале, 30. август 1983) бивши је италијански фудбалер који је играо на позицији крилног везног играча. Од 2008. до 2011. године је наступао за репрезентацију Италије.

## Клупска каријера
Пепе је рођен у Албано Лацијалеу у општини близу Рима. Каријеру је започео у Роми, једном од два велика римска клуба. У јануару 2002. послан је на позајмицу у ФК Леко, а у јуну 2002. ФК Терамо.

### Палермо
У лето 2003. друголигаш у успону Палермо купио је 50% Пепеовог уговора од Роме за само 1000 евра. Палермо је завршио на првом месту, а Пепе је те сезоне постигао један погодак. Палермо га је у јулу 2004. позајмио Пјаченци пошто су у клубу мислили да Пепе треба да скупи искуства пре дебија у првој лиги. Палермо је такође тог лета откупио и остатак Пепеовог уговора од Роме за непознат износ.
У Пјаченци Пепе је постигао 12 голова у сезони што му је рекорд. Вратио се у јуну 2005. у Палермо кога је напустио најбољи стрелац Лука Тони. Шест пута је Пепе наступио за Палермо пре него што је отишао у зимском прелазном року.

### Удинезе
Пепе се прикључио Удинезеу са још двојицом саиграча из Палерма. За Удинезе је наступио само шест пута без датог поготка пре него је позајмљен Каљарију у јулу 2006.. Напокон је постигао свој први погодак у Серији А 18. новембра 2006. против свог бившег клуба Палерма, погодак у задњем минуту који је одлучио победника.
Удинезе је пре почетка нове сезоне понудио Пепеу нови уговор до лета 2012, а након што је Асамоа Гијан напустио Удинезе 2008. године Пепе је постао првотимац.

### Јувентус
Дана 9. јуна 2010. Јувентус је објавио довођење Пепеа за 2.600.000 евра с правом откупа и плаћања додатних 7.500.000. Након лоше сезоне по Јувентус и разочаравајућег 7. места челници клуба одлучују искористити право откупа и Пепе постаје и званично члан Јувентуса.
Током лета 2011. писало се у новинама о његовом могућем одласку, али нови тренер Јувентуса Антонио Конте уверио је Пепеа да остане. Пепе је у нову сезону ушао одлично, савршено се уклопивши у Контеов систем игре па је играо много офанзивније него пре. У првих 10 утакмица постигао је 4 гола и њима је придодао и две асистенције. 29. новембра 2011. у сјајном слалому са половине игралишта када је прешао неколико играча Наполија постигао је погодак који је Јувентус оставио јединим непораженим тимом у Италији. Пепе је након поготка Наполију постигао и у следеће две утакмице, за вођство против бившег клуба Палерма у утакмици коју је Јувентус на крају победио 3:0 затим погодак Лацију у гостима који је донео Јувентусу минималну победу од 1:0. Тада је Пепе по први пут у каријери дао гол у три узастопне утакмице.

## Репрезетативна каријера
Пепе је наступао за италијанске репрезентације за играче до 17, 19 и 20 година старости. Иако није имао добру прву сезону у Серији А позван је 2006. године на европско првенство за играче до 21 године старости, али није играо на самом првенству. Први наступ за репрезентацију Италије забележио је 11. октобра 2009. против Бугарске у квалификационој утакмици за Светско првенство 2010.

## Трофеји

### Палермо
- Серија Б (1) : 2003/04.

### Јувентус
- Првенство Италије (4) : 2011/12, 2012/13, 2013/14. и 2014/15.
- Куп Италије (1) : 2014/15.
- Суперкуп Италије (2) : 2012. и 2013.
- Лига шампиона : финале 2014/15.